# Hümpfershausen
Hümpfershausen – dzielnica miasta Wasungen w Niemczech, w kraju związkowym Turyngia, w powiecie Schmalkalden-Meiningen. Do 31 grudnia 2018 jako samodzielna gmina wchodziła w skład wspólnoty administracyjnej Wasungen-Amt Sand. Powierzchnia dzielnicy wynosi 13,30 km², zamieszkiwana jest przez 418 mieszkańców (31 grudnia 2018).